# Les Années déclic
Pour plus de détails, voir Fiche technique et Distribution.
Les Années déclic est un film documentaire français réalisé par Raymond Depardon et Roger Ikhlef, sorti en 1984.

## Synopsis
Dans ce film, le photojournaliste de l'agence Magnum, filmé en gros plan, présente et raconte ses documents et souvenirs photographiques de 1957 à 1977, c'est-à-dire les vingt premières années de son travail photographique, depuis ses premiers clichés dans la ferme de ses parents jusqu'aux films sur le Tchad. Réalisé en 1983, il est sorti en 1984 et a reçu le Prix des Rencontres d'Arles cette même année.

## Fiche technique
- Titre : Les Années déclic
- Réalisation : Raymond Depardon et Roger Ikhlef
- Production : Palmeraie Productions et INA
- Photographie : Pascal Lebegue
- Son : Claude Bertrand et Jean Neny
- Montage : Camille Mestre-Mel
- Pays d'origine :  France
- Format : Noir et blanc - 35 mm
- Genre : documentaire
- Durée : 65 minutes
- Date de sortie : 1984 (1re présentation au Théâtre antique lors des Rencontres internationales de la photographie d'Arles)
- Sortie DVD : repris dans le double DVD Profils paysans de Depardon, Ikhlef et Claudine Nougaret, produit par ARTE, en  2004

## Anecdote
Il s'agit officiellement du dernier film projeté à la Cinémathèque Universitaire de l'université Sorbonne-Nouvelle rue Censier le 23 octobre 2020 (avant son déménagement en septembre 2021 au campus Nation), les prochaines séances prévues ayant été annulées en raison des deux reconfinements liés à la pandémie de Covid-19 de novembre 2020 et mars 2021.